# Sycoscapter lomaensis
Sycoscapter lomaensis är en stekelart som först beskrevs av Wiebes 1971.  Sycoscapter lomaensis ingår i släktet Sycoscapter och familjen fikonsteklar. Inga underarter finns listade i Catalogue of Life.